# Байдаківка
Байдаківка (у 1922—2016 — Холо́діївка) — село в Україні, у Кам'янському районі Дніпропетровської області.
Входить до складу Лихівської селищної громади. Населення — 510 мешканців.

## Географія
Село розміщене на біля одного з витоків річки Омельник, на відстані 1 км від сіл Червона Гірка і Володимирівка.

## Історія
За даними на 1859 рік у селі було 13 дворів, у яких мешкало 133 особи, існувала православна церква.
Станом на 1886 рік в селі, центрі Байдаківської волості Верхньодніпровського повіту Катеринославської губернії, мешкало 202 особи, налічувалося 39 дворів, православна церква, школа.

## Населення

### Мова
Розподіл населення за рідною мовою за даними перепису 2001 року:
| Мова            | Відсоток |
| --------------- | -------- |
| українська      | 97,6 %   |
| російська       | 2,2 %    |
| інші/не вказали | 0,2 %    |

## Об'єкти соціальної сфери
- Школа.
- Фельдшерський пункт.
- Будинок культури.
- Сільська публічна бібліотека П'ятихатської ЦБС (зав. на 1.1.2017 р. — Гаврилюк Валентина Леонідівна)

## Відомі особистості
В поселенні народився:
- Гаєвський Павло Федорович (1905—1979) — радянський партійно-господарський діяч.